# ユニカビジョン

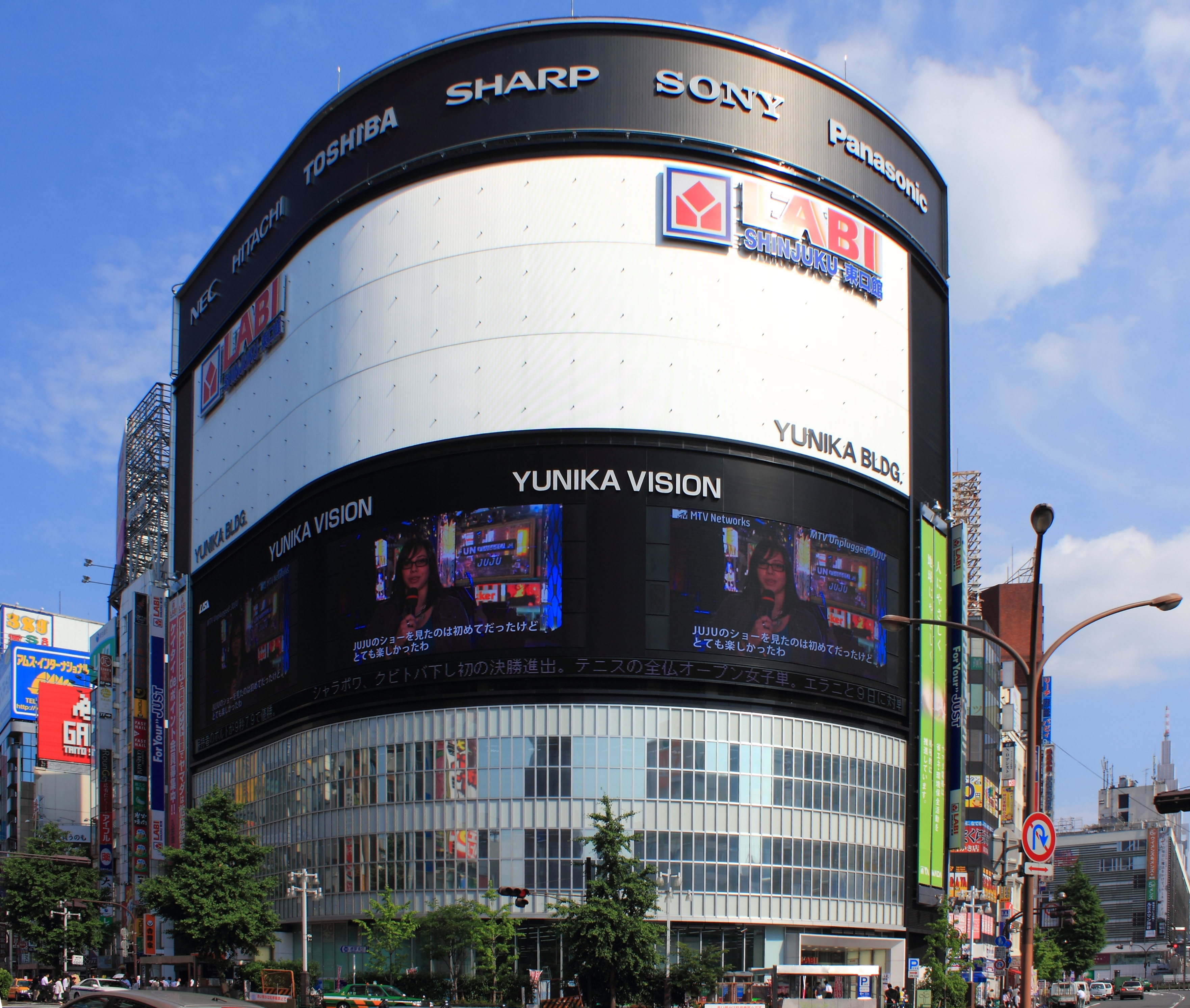
ヤマダ電機LABI新宿東口店時代

ユニカビジョンは、東京都新宿区の新宿大ガード東交差点に位置するデジタルサイネージの名称。株式会社ユニカが保有する商業ビル「ユニカビル」の壁面に取り付けられている。
近隣の新宿駅東口には、株式会社ユニカが運営し「新宿の猫」で知られるクロス新宿ビジョンがある。

## 概要
2010年、ユニカビルの竣工と同時に設置された。靖国通りをはさみ向かい側にある西武新宿駅前の広場から、スクリーン全体を見渡すことができる。
大きさ100平方メートルの大型LEDビジョンが横方向に3面並んでおり、その下部には全長52メートルの文字放送用ビジョンが設置されている。放映時間は通常時、午前7時から翌日の午前1時までで、エンタテインメントや音楽の広告が音声とともに放映される。テレビ番組や映画のシーンに頻繁に取り上げられ、2016年にヒットした新海誠監督作品『君の名は。』でも東京のシーンで登場し「聖地」として知名度を上げた。
ユニカビル内には当初、ヤマダ電機LABI新宿東口館が入居していたが、2020年10月に閉店した。Twitterなどで「ユニカビジョン」の今後を心配する声が集まったが、 J-CASTニュースの取材に対し、株式会社ユニカの担当者は「（ビジョンの設置を）継続いたします」と回答した。
2021年6月13日には吉野家も撤退し、ユニカビルに入居する店舗がなくなった。
翌2022年1月11日、スポーツ用品店チェーンのアルペンがユニカビルへの出店を表明、スポーツデポ（スポーツ用品店）・アルペンアウトドアーズ（アウトドア用品店）・ゴルフ5（ゴルフ専門店）で構成された旗艦店「Alpen TOKYO」として4月1日に開店。アルペングループの他には、中古スマートフォン店「イオシス」などが出店した。